# Jiří Maliga
Jiří Maliga (* 10. dubna 1957) je bývalý český fotbalista, obránce. Po skončení aktivní kariéry působí jako trenér na regionální úrovni.

## Fotbalová kariéra
Hrál za TŽ Třinec, TJ Sklo Union Teplice a za Ústí nad Labem. V československé lize nastoupil ve 20 utkáních.

## Ligová bilance
| Ročník  | Zápasy | Góly | Klub                  |
| ------- | ------ | ---- | --------------------- |
| 1981/82 | 5      | 0    | TŽ Třinec             |
| 1982/83 | 23     | 1    | TJ Sklo Union Teplice |
| 1983/84 | 20     | 0    | TJ Sklo Union Teplice |
| 1986/87 | 8      | 0    | TJ Sklo Union Teplice |
| CELKEM  |        |      |                       |